# ملكة جمال باكستان
ملكة جمال العالم باكستانهي مسابقة ملكة جمال نسائية للباكستانيين أو شخص أصل باكستاني تعقد في أونتاريو. الفائز في المسابقة يمثل باكستان في مسابقة ملكة جمال الأرض وغيرها من الأحداث الجمالية.

## التاريخ
تأسست المسابقة في عام 2002 بدعم من سيدة الأعمال الباكستانية سونيا أحمد وفي عامها الأول كنت تسمى المسابقة بمسابقة «ملكة جمال باكستانيين كندا» ولكن كان هناك اقبل كبير من الباكستانيات على المسابقة لانها كنت المسابقة الباكستانية الوحيدة التي تخص الجمال في باكستان لذلك تم تغير اسم المسابقة إلى ملكة جمال باكستان. كان هناك جدل كبير في باكستان بسبب المسابقة

## حاملات اللقب
| عام  | الرابحة                      | الولاية            | المدينة المستضيفة | Placement at ملكة جمال الأرض |
| ---- | ---------------------------- | ------------------ | ----------------- | ---------------------------- |
| 2012 | TBA                          | —                  | ميسيساغا، كندا    | TBA                          |
| 2011 | Sanober Hussain              | بنجاب              | ميسيساغا، كندا    | Miss Friendship              |
| 2010 | Annie Rupani                 |                    | ميسيساغا، كندا    | Withdrew                     |
| 2009 | Ayesha Gilani                | بنجاب              | ميسيساغا، كندا    | Unplaced                     |
| 2008 | Nosheen Idrees (replacement) | بنجاب              | ميسيساغا، كندا    | Unplaced                     |
| 2008 | Natasha Paracha              | بنجاب              | ميسيساغا، كندا    | Withdrew                     |
| 2007 | Mahleej Sarkari              | بلوشستان (باكستان) | ميسيساغا، كندا    | Withdrew                     |
| 2006 | ملكة جمال باكستان            |                    | ميسيساغا، كندا    | Unplaced                     |
| 2005 | Naomi Zaman                  | بنجاب              | ميسيساغا، كندا    | Debut                        |
| 2004 | Batool Cheema                | بنجاب              | ميسيساغا، كندا    | No Delegate sent             |
| 2003 | Zehra Sheerazi               |                    | ميسيساغا، كندا    | No Delegate sent             |

## الجدل
المسابقة تعرضت لانتقد كبير وكانت آمنة بوتر قدر ارسلت إلى صحيفة نيو يورك تايمز مقالة بعنوان من آسيا إلى أمريكا «شبكة ضد الإساءة لحقوق الإنسان» كان محتوى الرسالة  : 
«نحن في باكستان نحاول الحصول على الحقوق الأساسية للمرأة: الحق في الزواج، والحق في الطلاق وتكافؤ فرص العمل، والتعليم، وقضايا مثل ملكة جمال باكستان يمكن ان تخلق مشاكل لهذه الحركة الاصلاحية لمراة.ان اغلب بنات باكستان لا يرغبون في ارتداء بيكيني في الأماكن العامة، ينبغى ان يلغاء المسابقة فورا». 

## وصلات خارجية
- موقع جمال العالم باكستان
- المادة أريد أن التاريخ مش قطعة كبيرة، «أوقات الهند» عن واحدة من الفائزين في مسابقة ملكة جمال
- ملكة جمال باكستان 2009 تعليقات بشأن Sania & الزواج شعيب، تايمز أوف إنديا